# Mitternacht (E-Nomine-Lied)
Mitternacht ist ein Lied des deutschen Musikprojektes E Nomine. Das Stück ist die erste Singleauskopplung aus ihrem zweiten Studioalbum Finsternis.

## Entstehung und Artwork
Abgemischt, arrangiert, geschrieben, produziert und programmiert wurde das Lied von den beiden E-Nomine-Mitgliedern Friedrich „Sir Fritz“ Graner und Christian „Chris Tentum“ Weller. Als ausführender Produzent stand ihnen David Brunner zur Seite. Aufgenommen und abgemischt wurde das Lied im Berliner Ramses Studio.
Auf dem Frontcover der Single ist – neben Künstlernamen und Liedtitel – ein Haus zu sehen. Dieses steht mitten im Nirgendwo und hat im Giebel eine Uhr angebracht, auf der es Mitternacht ist. Der Himmel ist bedeckt und im Hintergrund strahlt der Vollmond durch die Wolken. Darüber hinaus kann man einen kahlen Baum und eine fliegende Fledermaus auf dem Cover sehen. Die Fotografie stammt von Johannes Cordes, die Gestaltung von Marc Schilkowski.

## Veröffentlichung und Promotion
Die Erstveröffentlichung von Mitternacht erfolgte als CD-Single am 29. Oktober 2001. Diese erschien als Maxi-Single durch das Musiklabel Zeitgeist Records, einem Sublabel von Polydor. Den Vertrieb tätigte Universal Music, verlegt wurde das Lied durch Maxximum Songs Edition. Die Maxi-Single enthält, neben der Radioversion, vier Remixe sowie eine Extended Version zu Mitternacht. Die Remixe stammen unter anderem von namhaften DJ-Duos wie Beam vs. Cyrus oder auch den Warp Brothers. Im gleichen Monat wie die reguläre CD-Single erschien auch eine doppelte 12″-Single. Diese besteht aus der gleichen Titelliste, nur dass die Radioversion durch eine Instrumentalversion der erweiterten Fassung ausgetauscht wurde.
Am 21. Januar 2002 erschien Mitternacht als Teil des zweiten Studioalbums Finsternis, dessen erste Singleauskopplung es ist. Darüber hinaus ist es auch Teil von Das Beste aus … Gottes Beitrag und Teufels Werk, der einzigen Kompilation der Band, die am 13. Dezember 2004 erschien. Am 28. Oktober 2022 erschien die Single erneut als Remastering. Dieses erschien als Einzeltrack zum Download und Streaming. Nachdem das Album Finsternis zunächst auch digital zur Verfügung stand, wurde dieses zunächst wieder gesperrt und nur noch Mitternacht angeboten. 2023 erschien schließlich ein Remastering von Finsternis, das fortan in kompletter Fassung digital zur Verfügung stand. Um das Lied zu bewerben, erfolgte ein Liveauftritt in der RTL-II-Musikshow The Dome am 1. Dezember 2001.

## Inhalt
Der Liedtext zu Mitternacht ist bilingual in deutscher- und lateinischer Sprache verfasst. Die Musik und der Text wurden gemeinsam von Friedrich Graner und Christian Weller geschrieben beziehungsweise komponiert. Musikalisch bewegt sich das Lied im Bereich der elektronischen Musik, stilistisch im Bereich des Hard Trance. Das Tempo beträgt 131 Schläge pro Minute. Die Tonart ist As-Dur.
Aufgebaut ist das Lied auf einem Intro, zwei Strophen und einem Refrain. Es beginnt zunächst mit dem Intro, das lediglich aus dem Ausruf „Mitternacht“ besteht. Darauf schließt sich die erste Strophe an, die sich aus acht Zeilen zusammensetzt. Auf die erste Strophe folgt erstmals der Refrain. Der gleiche Vorgang wiederholt sich mit der zweiten Strophe, diese setzt sich jedoch nur noch aus vier Zeilen zusammen. Nach dem zweiten Refrain folgt ein musikalisches Zwischenstück, in der vereinzelte Zeilen interpretiert werden, ehe das Lied mit dem dritten Refrain endet, allerdings werden hier nur Teile des Refrains mehrfach wiederholt, jedoch nie der komplette. Die Strophen sind in deutscher Sprache verfasst und werden durch den deutschen Schauspieler und Synchronsprecher Christian Brückner dargeboten. Der Refrain ist in Latein und wird vom E-Nomine-Chor gesungen, der unter der Leitung von Wolf Kerschek und Holly Trance dirigiert wurde. Eine Ausnahme ist hierbei während des musikalischen Zwischenstücks zu hören, in der Brückner die Sätze „Loca inferna in nocte“ und „Animae in nebula“ spricht.
| „Loca inferna in nocte. Loca inferna in nocte. Animae in nebula. … Mitternacht! Media nox, obscura nox. Crudelitas animarum. Campana sonat duodecies. … Mitternacht!“ – Refrain, Originalauszug | „Höllenorte bei Nacht. Höllenorte bei Nacht. Seelen im Nebel. … Mitternacht! Mitternacht, dunkle Nacht. Grausamkeit der Seelen. Die Glocke läutet zwölf Mal. … Mitternacht!“ – Refrain, Übersetzung |

## Musikvideo
Das Musikvideo erschien wie die Single im Jahr 2001. Darin zu sehen ist Senad Fuerzkelper Giccic, der als Darsteller auch Teil von E Nomine ist. Es zeigt ihn zunächst in einem Bücherzimmer in einem Schloss, beim Studieren eines Buches. Später ist er mit einer Pferdekutsche unterwegs, bis der Kutscher plötzlich anhält. Giccic verlässt daraufhin den Wagen und entdeckt einen weiblichen Geist, von einer Frau, über die er zuvor etwas in einem Buch gelesen hatte. Giccic stellt sich mit dem Buch vor sie, worauf hin sie ihn zunächst niederknien und dann verschwinden lässt. Das Video endet damit, das nach dem Verschwinden von Giccic ein Mann hervortritt, eine Schatulle öffnet, in der der Geist verschwindet. Die Gesamtlänge des Videos beträgt 3:48 Minuten. Regie führte der in Hamburg wirkende Hans Hammers Jr. II von Luminus Film.
Das Musikvideo ist – zusammen mit einem Making-of – auch als Teil der Bonus-DVD zur „Limited Edition“ von Finsternis enthalten, die am 21. Januar 2002 erschien.

## Mitwirkende
| Liedproduktion - Christian Brückner: Gesang - David Brunner: Ausführender Produzent - E-Nomine-Chor: Begleitgesang, Gesang - Friedrich Graner: Abmischung, Arrangement, Komponist, Liedtexter, Musikproduzent, Programmierung - Wolf Kerschek: Dirigent - Holly Trance: Dirigent - Christian Weller: Abmischung, Arrangement, Komponist, Liedtexter, Musikproduzent, Programmierung Artwork (Cover) - Johannes Cordes: Fotograf - Marc Schilkowski: Artwork | Musikvideo - Fabian Martin Diering: Aufnahmeleiter, Locationscout - Senad Fuerzkelper Giccic: Schauspieler - Hans Hammers Jr. II: Regisseur - Stefan Rüsenberg: Grip - Ben Wolf: Kameramann Unternehmen - Luminus Film: Filmproduzent (Musikvideo) - Maxximum Songs Edition: Verlag - Ramses Studio: Tonstudio - Universal Music: Vertrieb - Zeitgeist Records: Musiklabel |

## Charts und Chartplatzierungen
Mitternacht erreichte erstmals am 12. November 2001 auf Rang 13 die deutschen Singlecharts, was zugleich die beste Chartnotierung darstellt. Die Single konnte sich bis zum 28. Januar 2002 elf Wochen in den Top 100 platzieren. Obwohl es das Lied nicht einmal in die Top 10 schaffte, war es in der Chartwoche vom 26. November 2001 für eine Woche das erfolgreichste deutschsprachige Lied in den Charts. In Österreich platzierte sich das Lied erstmals am 11. November 2001 auf Rang 20 in den Charts und erreichte drei Wochen später mit Rang zwölf seine beste Platzierung. Bis zum 3. März 2002 konnte sich Mitternacht 16 Wochen in den Charts platzieren. Wie in Deutschland, war es drei Wochen lang zwischen dem 25. November und 15. Dezember 2001 das erfolgreichste deutschsprachige Lied in der österreichischen Hitparade. In der Schweiz konnte sich die Single fünf Wochen in den Charts platzieren und erreichte dabei in der ersten Chartwoche mit Rang 47 am 25. November 2001 seine beste Chartnotierung.
Sowohl für das Projekt E Nomine, als auch für die Autoren beziehungsweise Produzenten Friedrich Graner und Christian Weller, ist Mitternacht nach Vater Unser und E Nomine (Denn sie wissen nicht was sie tun) der dritte Charthit in allen D-A-CH-Staaten. In allen drei Ländern ist es, in Bezug auf die Chartplatzierung und die Verweildauer in den Charts, der zweiterfolgreichste Charthit nach Vater Unser.